# Gerhard May (Bischof)
Gerhard May (* 13. Februar 1898 in Graz; † 25. Februar 1980 in Wien) war ein lutherischer Theologe und Bischof der Evangelischen Kirche A.B. in Österreich.

## Leben
Gerhard May wuchs als Sohn des reformierten Pfarrers Fritz May (1869–1928) in Cilli (Celje) in der Untersteiermark (heute Slowenien) auf und studierte in Wien, Halle (Saale) und Basel evangelische Theologie. 1925 übernahm er die Pfarrstelle seines Vaters in Celje, das mittlerweile zu Jugoslawien gehörte. Die Erfahrung der „doppelten Diaspora“ (konfessionell und sprachlich) arbeitete er auch wissenschaftlich auf und wurde 1936 mit dem Ehrendoktorat der Universität Heidelberg geehrt. Am 13. Oktober 1944 wurde er als Leitender Geistlicher Amtsträger (mit dem damals noch umstrittenen Titel eines Bischofs) der Evangelischen Kirche A.u.H.B. in Österreich durch seinen Schwiegervater Johannes Heinzelmann eingeführt. Sein Amtsvorgänger war der im Februar 1944 verstorbene Bischof Hans Eder. Nach dem Zweiten Weltkrieg widmete er sich der Erneuerung der lutherischen Kirche. Wesentliche Errungenschaften sind die Kirchenreform von 1949, mit der das Bischofsamt gestärkt wurde, und das Protestantengesetz von 1961, das eine völlige rechtliche Gleichstellung brachte und das Protestantenpatent ablöste. Richtschnur und Norm war ihm dabei eine konservativ interpretierte Bekenntnistheologie und die Tradition der lutherischen Orthodoxie.
May engagierte sich in der ökumenischen Bewegung. Im Auftrag des Leiters des Kirchlichen Außenamtes der Deutschen Evangelischen Kirche (DEK), Theodor Heckel, war er intensiv an der Vorbereitung der Weltkirchenkonferenz in Oxford 1937 beteiligt. 1954–1961 war er Mitglied im Zentralausschuss des Ökumenischen Rates der Kirchen. Er gehörte auch zum Präsidium des Lutherischen Weltbundes. Von 1958 bis zum 1. Dezember 1960 war May der erste Vorsitzende des Ökumenischen Rates der Kirchen in Österreich.
Er wurde am Baumgartner Friedhof (Gruppe E1, Nummer 97) in Wien bestattet.
May war seit 1925 mit Hedwig Heinzelmann verheiratet, einer Tochter des Pfarrers Johannes Heinzelmann, der später als leitender Superintendent der Evangelischen Kirche A.B. sein Vorgänger war. Aus der Ehe gingen fünf Kinder hervor. Der gleichnamige Sohn Gerhard May wurde Professor für Kirchengeschichte in Mainz.

## Schriften
- (Hrsg.): Quellen zur Geschichte des Protestantismus in Jugoslawien. Zagreb 1933
- Die volksdeutsche Sendung der Kirche. Vandenhoeck & Ruprecht, Göttingen 1934
- Diaspora als Kirche. In: Zeitschrift für Systematische Theologie 1940, S. 459–480
- Cilli. Stadt, Landschaft, Geschichte. Verlag des Kulturamtes der Stadt Cilli, Cilli 1943.
- (Hrsg.): Die Evangelische Kirche in Österreich. Vandenhoeck & Ruprecht, Göttingen 1962
- Ein Bischof schreibt ... Die Amtsbrüderlichen Rundschreiben von Bischof D. Gerhard May, 1944-1968. Zurndorf 2005